# 劉陳小寶
劉陳小寶，BBS，JP，香港商人，雪肌蘭國際集團有限公司主席，保良局歷屆主席會名譽主席, 保良壬子會慈善基金創會主席及主席, 保良壬子會永遠名譽會長, 保良局錦泰小學校監, 大中華癌病基金會理事委員會主席, 中華海外聯誼會理事(文化教育部副主任), 香港理工大學大學院士，香港理工大學基金永遠榮譽主席, 國際專業管理學會終身院士，東華學院健康科學榮譽教授，國際專業管理學會終身院士, 亞太卓越企業標準協會名譽會長, 中國僑商聯合會委員, 香港友好協進會理事， 香港東莞社團總會名譽會長, 香港各界婦女聯合協進會名譽會長, 港區婦聯代表聯誼會名譽會長, 港區省級政協聯誼會副主席, 國際法商精英會榮譽主席, 香港江蘇婦女聯合總會名譽顧問, 愛心奉獻義工隊主席，雪肌蘭愛心奉獻基金主席, 
香港天然健康食品及營養協會主席。
曾任香港保良局顧問(08/09、16-21)，香港保良局丁亥年主席，保良壬子會主席(15-22), 湖北省政協委員(08-18), 全國婦聯香港特邀代表(第11屆)，香港女童軍總會名譽副會長, 香港認知障礙症協會委員，香港理工大學大學院士協會管理委員會成員, 保良局雨川小學校監、保良局蕭漢森小學校監, 保良局梁周順琴小學校監, 保良局唐乃勤書院校監, 港大保良校董會主席(07/08)。

## 以其名字及公司名稱命名建築物
- 保良局劉陳小寶家庭及兒童綜合服務中心
- 保良局劉陳小寶幼稚園[7]
- 保良局劉陳小寶綜合復康中心[8]
- 保良局劉陳小寶長者地區中心
- 保良局劉陳小寶耆暉中心(輝華樓)
- 保良局劉陳小寶耆暉中心(立華樓)
- 保良局劉陳小寶英語學習中心
- 香港理工大學雪肌蘭國際感染控制中心
- 港大保良雪肌蘭食物及營養學實驗室
- 港大保良雪肌蘭保健產品教室
- 港大保良劉陳小寶教學樓層
- 保良局羅氏基金中學劉陳小寶圖書館
- 保良局董玉綈中學劉陳小寶圖書館
- 保良局建造商會學校劉陳小寶圖書館

## 事業
劉陳小寶與妹妹陳細潔創辦雪肌蘭品牌，姐劉陳小寶任主席，妹陳細潔任副主席，由日本引入的魚寶鯊魚丸。姐、妹的父親是一名建築師，擁有自己的公司。從小她們就錦衣玉食。而當她們決定代理鯊魚丸生意時，遭到全家反對，但後來證明她們很成功。於2019年屈臣氏健康美麗大賞2019得獎名單，獲得唯一「至尊榮譽大獎」(全場最高獎項)、「冠軍中之冠軍大獎」 (最高銷量殊榮)及「鑽石級健康美麗大獎」(最高銷量殊榮)。

## 相關連結
1. ↑  .   [2017-06-19]. （原始内容存档于2017-06-27）.
2. ↑  .   [2017-06-19]. （原始内容存档于2012-02-10）.
3. ↑  情人節狂收花 無暇應約 陳細潔被取笑徵「兵」做義工[永久]
4. ↑  .   [2017-06-19]. （原始内容存档于2018-08-20）.
5. ↑  .   [2017-06-19]. （原始内容存档于2017-12-17）.
6. ↑  ㈽業傳訊部[永久]
7. ↑  .   [2017-06-19]. （原始内容存档于2017-09-29）.
8. ↑  .   [2017-06-19]. （原始内容存档于2017-12-16）.
9. ↑  .   [2017-06-20]. （原始内容存档于2017-12-17）.